# يا أنا يا إنتي (مسلسل)
يا أنا يا إنتي هو مسلسل تلفزيوني مصري عرض في رمضان 2015م\1436هـ.

## ملخص القصة
في إطار اجتماعي كوميدي، صراع بين الفتاة الأرستقراطية (سهوكة) المدللة باسم سوسو (سمية الخشاب)، والسيدة الشعبية البسيطة والذكية (دواهي) والمدللة باسم دودو (فيفي عبده)، اللتان تدفعهما الظروف للنصب والاحتيال، واتخاذ هويتي سيدتين أرستقراطيتين باسمي (قسمت هانم)، و(أرزاق هانم).

## بطولة
- فيفي عبده
- سمية الخشاب
- سامح الصريطى
- نيرة عارف
- حجاج عبد العظيم
- صفاء جلال
- سهر الصايغ
- كريم الحسينى
- محمد احمد ماهر
- وفاء سالم
- بهاء ثروت
- محمود الجندي